# Црква светог Марка у Загребу
Црква св. Марка је жупна црква старог Загреба, која се налази на Марковом тргу.  Један је од најстаријих архитектонских споменика у Загребу.

## Преглед
Романички прозор на јужној фасади најбоље сведочи да је црква морала бити подигнута још у 13. веку, као и полукружни тлоцрт капеле Свете Марије.
У другој половини 14. века црква је коренито реконструисана.  Тада је претворена у касноготичку цркву тробродне врсте.
Масивни округли стубови подржавају тешке ребрасте сводове исклесане у камену, а унутрашњост цркве карактерише у својој једноставности ваздух мира и узвишености. Највреднији део цркве Светог Марка је њен јужни портал, за који се сматра да је дело вајара породице Парлер из Прага.
Готичку композицију портала чини петнаест фигура смештених у једанаест плитких ниша. На врху су статуе Јосифа и Марије са младунцем Исусом, а испод њих се виде Свети Марко и Лав; Дванаест апостола постављено је са обе стране портала. По својој уметничкој композицији и броју статуа, овај портал је најбогатији и највреднији готички портал у јужној средњој Европи.
Споља, на северозападном зиду цркве налази се најстарији загребачки грб са уклесаном 1499. годином (оригинал се чува у Музеју града Загреба).
На крову су постављени црепови тако да представљају грб Загреба (бијели дворац на црвеној позадини) и Краљевине Хрватске, Славоније и Далмације. 
Као угао Марковог трга и данашње улице Ћирила и Методове, била је градска већница, седиште градске управе у средњем веку. Зграда је прошла кроз бројне фазе преправке и реконструкције, а ова стара Градска већница и данас држи отворена врата за седнице Градског вијећа Загреба.